# Вукодлак (филм из 1913)
Вукодлак (фр. The Werewolf) амерички је црно-бели неми фолк хорор филм из 1913. године, редитеља Хенрија Макреа, са Кларенсом Бартоном, Мери Валкамп, Филис Гордон, Луле Варентон, Шерман Бејнбриџ и Вилијамом Клифордом у главним улогама. Сматра се првим филмом о вукодлацима у историји.
Продуцентска кућа Universal Film Manufacturing Company дистрибуирала је филм 13. децембра 1913. Сценарио је написала Рут Ен Балдуин по краткој причи Вукодлаци (1898) Хенрија Бограна. Филм се данас сматра изгубљеним, пошто су све копије уништене у пожару студија Јуниверзал 1924. године.

## Радња
Ки-Он-И, припадница навахо народа, постаје вештица, након што постане убеђена да ју је муж напустио. Док учи своју ћерку Ватуму неге од чини, Ки-Он-И је претвара у вукодлака, који ће се светити белцима који им заузимају територију. Сто година након Ватумине смрти, она се враћа из мртвих да убија поново.

## Улоге
| Глумац          | Улога                         |
| --------------- | ----------------------------- |
| Кларенс Бартон  | Езра Венс                     |
| Мери Валкамп    | Ки-Он-И                       |
| Филис Гордон    | Ватума                        |
| Луле Варентон   | Ки-Он-И (у каснијим годинама) |
| Шерман Бејнбриџ | Стоун Ај                      |
| Вилијам Клифорд | Џек Фрод                      |